# HTTP报文主体
HTTP报文主体是在HTTP头字段之后（如果存在头字段）所传输的数据（在HTTP/0.9中，不传送头字段）。

## HTTP报文
请求/响应报文由以下内容组成：
- 请求行，例如：GET /logo.gif HTTP/1.1或状态码行，例如：HTTP/1.1 200 OK，
- HTTP头字段
- 空行
- 可选的HTTP报文主体数据

请求/状态行和标题必须以<CR> <LF>结尾（即回车后跟一个换行符）。 空行必须只包含<CR> <LF>，而不能包含其他空格。
此条目即阐述了“可选的HTTP报文主体数据”。

## 响应样例
这是一个网络服务器的响应样例:
```
HTTP
/
1.1
 
200
 
OK

Date
:
 
Sun, 10 Oct 2010 23:26:07 GMT

Server
:
 
Apache/2.2.8 (Ubuntu) mod_ssl/2.2.8 OpenSSL/0.9.8g

Last-Modified
:
 
Sun, 26 Sep 2010 22:04:35 GMT

ETag
:
 
"45b6-834-49130cc1182c0"

Accept-Ranges
:
 
bytes

Content-Length
:
 
13

Connection
:
 
close

Content-Type
:
 
text/html

Hello world!

```